# Крушановка (Омская область)
Крушановка — деревня в Шербакульском районе Омской области России. Входит в состав Екатеринославского сельского поселения. Место компактного поселения российских немцев. Население 195 чел. (2010) .

## История
Основана в 1914 году. В 1928 г. состояла из 73 хозяйств, основное население — украинцы. В составе Екатеринославского сельсовета Борисовского района Омского округа Сибирского края.
В соответствии с Законом Омской области от 30 июля 2004 года № 548-ОЗ «О границах и статусе муниципальных образований Омской области» деревня вошла в состав образованного муниципального образования «Екатеринославское сельское поселение». 

## Население
| 2010 |
| ---- |
| 195  |

Гендерный состав
По данным Всероссийской переписи населения 2010 года в гендерной структуре населения из 195 человек мужчин — 100, женщин — 95	(51,3 и 48,7 % соответственно)
Национальный состав
В 1928 г. основное население — украинцы.
Согласно результатам переписи 2002 года, в национальной структуре населения русские составляли 46 %, немцы	33 % от общей численности населения в 177 чел..